# Kenny Tete
Kenny Tete (Amsterdam, 9 oktober 1995) is een Nederlands voetballer die doorgaans als rechtsback speelt. Hij tekende in september 2020 een contract bij Fulham, dat 3,2 miljoen euro voor hem betaalde aan Olympique Lyonnais. Tete debuteerde in 2015 in het Nederlands voetbalelftal.

## Clubcarrière

### Ajax
Tete maakte in 2005 de overstap van AVV Zeeburgia naar de jeugdopleiding van Ajax. Op 20 juli 2012 tekende hij zijn eerste contract bij Ajax, tot en met 30 juni 2015.
Tijdens de voorbereiding van het seizoen 2013/14 mocht Tete enkele malen meetrainen met Ajax 1. Hij mocht mee naar het trainingskamp in Oostenrijk. Na het trainingskamp in Oostenrijk sloot Tete aan bij de selectie van Jong Ajax, dat was toegetreden tot de Eerste divisie. Hij debuteerde op 5 augustus 2013 in het betaald voetbal voor Jong Ajax in een wedstrijd tegen Telstar (2-0 winst). Frank de Boer maakte op 12 april 2014 bekend dat Tete deel uitmaakte van de 19-koppige (voor)selectie voor een thuiswedstrijd tegen ADO Den Haag waarin Ajax, indien het zelf zou winnen en concurrent Feyenoord punten zou laten liggen, voor de 33e keer kampioen van Nederland kon worden. Dit was voor Tete de eerste keer dat hij behoorde tot een officiële wedstrijd(voor-)selectie. Tot een debuut in de wedstrijd tegen ADO Den Haag, die met 3-2 werd gewonnen, kwam het niet.
Frank de Boer haalde Tete tijdens de voorbereiding op het seizoen 2014/15 bij de A-selectie. Tete kreeg rugnummer 23 toegewezen. Op 26 september 2014 scoorde Tete zijn eerste officiële doelpunt in het betaald voetbal voor Jong Ajax in de Jupiler League uitwedstrijd tegen FC Emmen die eindigde in 2-2. Zijn officiële debuut maakte Tete op 5 februari 2015 in de competitie thuiswedstrijd tegen AZ die met 1-0 werd verloren. Door een rode kaart van Niklas Moisander en een blessure van Jaïro Riedewald werd Tete na ruim 70 minuten spelen noodgedwongen ingebracht. Tete kreeg in de laatste drie competitiewedstrijden de voorkeur boven Ricardo van Rhijn, die plaats moest nemen op de reservebank.
Ook tijdens de start van het seizoen 2015/16 kreeg Tete opnieuw de voorkeur boven Van Rhijn. Hij maakte op 29 juli 2015 zijn debuut in Europa voor Ajax tijdens een uitwedstrijd tegen Rapid Wien in de derde voorronde van de UEFA Champions League (2-2). Tete wist zijn sterke spel tijdens het seizoen 2015/16 door te trekken, waarmee hij tevens zijn debuut maakte als international. In de Eredivisie-wedstrijd tegen Vitesse op 23 januari 2016 scheurde Tete zijn enkelband in zijn rechtervoet af, waardoor hij tien tot twaalf weken niet in actie kon komen. Begin april kon Tete echter al speelminuten maken. Van de KNVB kreeg hij dispensatie om mee te spelen met het duel van Jong Ajax tegen FC Emmen. In de thuiswedstrijd tegen FC Utrecht maakte hij ook zijn rentree bij het eerste elftal. Deze wedstrijd eindigde in een 2-2 gelijkspel waardoor PSV op een gelijk aantal punten kwam, alleen een doelsaldo van +6 was nog in het voordeel van Ajax.
In juli 2016 werd Tete veroordeeld tot een taakstraf vanwege het beledigen van een agent. Het incident zou hebben plaatsgevonden nadat Tete betrokken was geraakt bij een vechtpartij op 5 december 2015.
Nadat Van Rhijn in de zomer van 2016 naar het Belgische Club Brugge vertrok, nam Tete zijn rugnummer 2 over. In een thuiswedstrijd tegen het Russische FK Rostov in de derde voorronde van de Champions League (eindstand 1-1) werd Tete door Bosz gepasseerd. Bosz gaf aan dat Tete dit seizoen nog niet zijn gewenste niveau haalde. In dit seizoen 2016/17 speelde Tete slechts vijf competitiewedstrijden. Op 24 november 2016 maakte hij zijn eerste doelpunt voor Ajax, in het Europa League-duel met Panathinaikos.

### Olympique Lyonnais

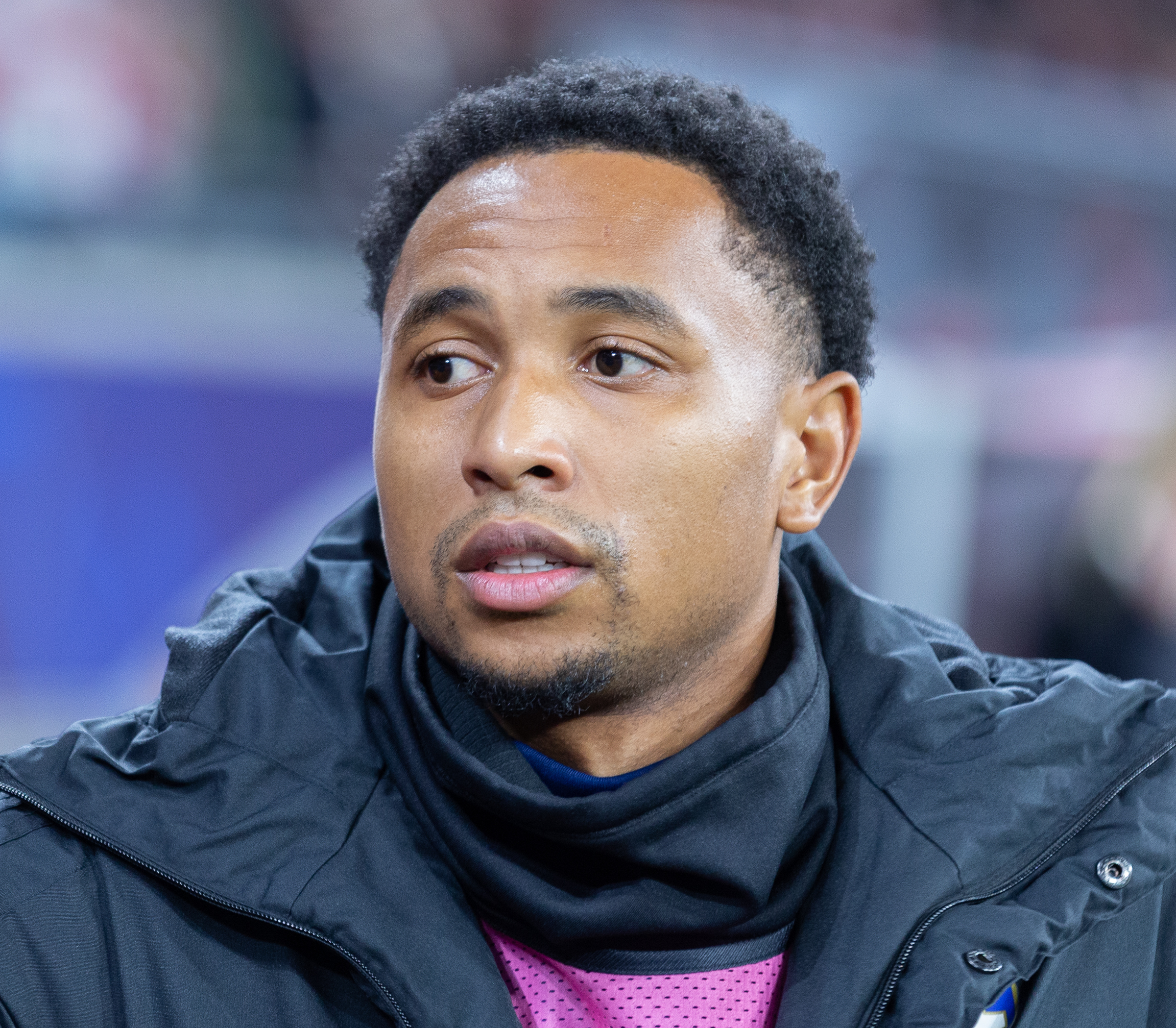
Tete in 2019 met Olympique Lyonnais

Tete tekende in juli 2017 een contract tot medio 2021 bij Olympique Lyonnais, dat 4 miljoen euro voor hem betaalde aan Ajax. Dat bedong daarbij 10% van de eventuele winst mocht de Franse club die maken bij doorverkoop. Op 11 augustus 2017 debuteerde Tete voor Olympique Lyon, in de Ligue 1 tegen Stade Rennais (2-1 winst). Na een uur kwam hij binnen de lijnen voor Rafael. In de volgende competitiewedstrijd, op 19 augustus 2017 tegen Girondins de Bordeaux, startte Tete voor het eerst en was hij voor het eerst trefzeker. Hij maakte de 2-0 bij een 3-3 gelijkspel. In 2020 bereikte hij en zijn teamgenoten de halve finale van de Champions League, waarin ze werden uitgeschakeld door de uiteindelijke winnaar Bayern München.

### Fulham
Op 10 september 2020 werd bekendgemaakt dat Tete een overstap maakte naar het naar de Premier League gepromoveerde Fulham, waar hij een vierjarig contract tekende. Fulham betaalde 3,2 miljoen euro aan Olympique Lyonnais.

## Clubstatistieken

### Beloften
| Seizoen | Club      | Competitie     | Competitie | Competitie |
| Seizoen | Club      | Competitie     | Wed.       | Dlp.       |
| ------- | --------- | -------------- | ---------- | ---------- |
| 2013/14 | Jong Ajax | Eerste divisie | 26         | 1          |
| 2014/15 | Jong Ajax | Eerste divisie | 24         | 2          |
| 2015/16 | Jong Ajax | Eerste divisie | 1          | 0          |
| 2016/17 | Jong Ajax | Eerste divisie | 4          | 2          |
| Totaal  | Totaal    | Totaal         | 55         | 4          |

### Senioren
| Seizoen         | Club            | Competitie      | Competitie | Competitie | Beker | Beker | Internationaal | Internationaal | Totaal | Totaal |
| Seizoen         | Club            | Competitie      | Wed.       | Dlp.       | Wed.  | Dlp.  | Wed.           | Dlp.           | Wed.   | Dlp.   |
| --------------- | --------------- | --------------- | ---------- | ---------- | ----- | ----- | -------------- | -------------- | ------ | ------ |
| 2014/15         | Ajax            | Eredivisie      | 5          | 0          | 0     | 0     | 0              | 0              | 5      | 0      |
| 2015/16         | Ajax            | Eredivisie      | 21         | 0          | 1     | 0     | 9              | 0              | 31     | 0      |
| 2016/17         | Ajax            | Eredivisie      | 5          | 0          | 3     | 0     | 11             | 1              | 19     | 1      |
| Club totaal     | Club totaal     | Club totaal     | 31         | 0          | 4     | 0     | 20             | 1              | 55     | 1      |
| 2017/18         | Olympique Lyon  | Ligue 1         | 22         | 1          | 5     | 0     | 4              | 0              | 31     | 1      |
| 2018/19         | Olympique Lyon  | Ligue 1         | 13         | 0          | 4     | 0     | 3              | 0              | 20     | 0      |
| 2019/20         | Olympique Lyon  | Ligue 1         | 18         | 0          | 5     | 0     | 5              | 0              | 28     | 0      |
| 2020/21         | Olympique Lyon  | Ligue 1         | 1          | 0          | 0     | 0     | 0              | 0              | 1      | 0      |
| Club totaal     | Club totaal     | Club totaal     | 54         | 1          | 14    | 0     | 12             | 0              | 80     | 1      |
| 2020/21         | Fulham          | Premier League  | 22         | 0          | 2     | 0     | —              | —              | 24     | 0      |
| 2021/22         | Fulham          | Championship    | 20         | 2          | 0     | 0     | —              | —              | 20     | 2      |
| 2022/23         | Fulham          | Premier League  | 31         | 1          | 5     | 0     | —              | —              | 36     | 1      |
| 2023/24         | Fulham          | Premier League  | 14         | 1          | 5     | 0     | —              | —              | 19     | 1      |
| Club totaal     | Club totaal     | Club totaal     | 87         | 4          | 12    | 0     | 0              | 0              | 99     | 4      |
| Carrière totaal | Carrière totaal | Carrière totaal | 172        | 5          | 30    | 0     | 32             | 1              | 234    | 6      |

Bijgewerkt t/m 24 mei 2024.

## Interlandcarrière

### Jeugdelftallen
Tete maakte zijn debuut als jeugdinternational op 26 oktober 2011 voor het Nederlands elftal onder 17 jaar in een EK-kwalificatiewedstrijd tegen Bosnië en Herzegovina –17. Tete werd door bondscoach Wim van Zwam geselecteerd voor de EK selectie voor het Nederlands voetbalelftal onder 19 op het EK 2013 –19 in Litouwen. Tete had tot dan toe nog nooit gespeeld voor Nederland –19. In de eerste groepswedstrijd, op 20 juli 2013, maakte Tete zijn debuut voor Nederland –19 tegen gastland Litouwen –19. Tete kwam met Nederland –19 niet verder dan de groepsfase, hij speelde mee in alle 3 de duels. Daarnaast speelde hij ook nog twee duels voor het elftal voor spelers onder 20 jaar en kwam hij in 2015 eenmalig in actie voor Jong Oranje.
| Jeugdinterlands van Kenny Tete | Jeugdinterlands van Kenny Tete | Jeugdinterlands van Kenny Tete    | Jeugdinterlands van Kenny Tete | Jeugdinterlands van Kenny Tete   | Jeugdinterlands van Kenny Tete |
| Team (№ interlands)            | Datum                          | Wedstrijd                         | Uitslag                        | Soort Wedstrijd                  | Doelpunten                     |
| Als speler bij Ajax            | Als speler bij Ajax            | Als speler bij Ajax               | Als speler bij Ajax            | Als speler bij Ajax              | Als speler bij Ajax            |
| ------------------------------ | ------------------------------ | --------------------------------- | ------------------------------ | -------------------------------- | ------------------------------ |
| Onder 17 (1.)                  | 26 oktober 2011                | Nederland – Bosnië en Herzegovina | 3 – 0                          | EK-kwalificatie '12              |                                |
| Onder 17 (2.)                  | 28 oktober 2011                | Letland – Nederland               | 1 – 4                          | EK-kwalificatie '12              |                                |
| Onder 17 (3.)                  | 31 oktober 2011                | Nederland – Engeland              | 0 – 1                          | EK-kwalificatie '12              |                                |
| Onder 17 (4.)                  | 2 februari 2012                | Nederland – Frankrijk             | 1 – 0                          | XXXV Torneio Int. do Algarve '12 |                                |
| Onder 17 (5.)                  | 6 februari 2012                | Portugal – Nederland              | 2 – 0                          | XXXV Torneio Int. do Algarve '12 |                                |
| Onder 19 (1.)                  | 20 juli 2013                   | Litouwen – Nederland              | 2 – 3                          | EK 2013 Litouwen groepsfase      |                                |
| Onder 19 (1.)                  | 23 juli 2013                   | Nederland – Portugal              | 1 – 4                          | EK 2013 Litouwen groepsfase      |                                |
| Onder 19 (3.)                  | 26 juli 2013                   | Nederland – Spanje                | 2 – 3                          | EK 2013 Litouwen groepsfase      |                                |
| Onder 19 (4.)                  | 5 maart 2014                   | Nederland – Spanje                | 2 – 1                          | Vriendschappelijk                |                                |
| Onder 20 (1.)                  | 11 oktober 2014                | Nederland – Engeland              | 2 – 3                          | Vierlandentoernooi               |                                |
| Onder 20 (2.)                  | 13 oktober 2014                | Nederland – Duitsland             | 1 – 1                          | Vierlandentoernooi               |                                |
| Onder 21 (1.)                  | 30 maart 2015                  | Frankrijk – Nederland             | 4 – 1                          | Vriendschappelijk                |                                |
| Onder 21 (2.)                  | 6 oktober 2016                 | Nederland – Turkije               | 0 – 0                          | EK-kwalificatie '17              |                                |
| Onder 21 (3.)                  | 11 oktober 2016                | Cyprus – Nederland                | 1 – 4                          | EK-kwalificatie '17              |                                |

### Nederland

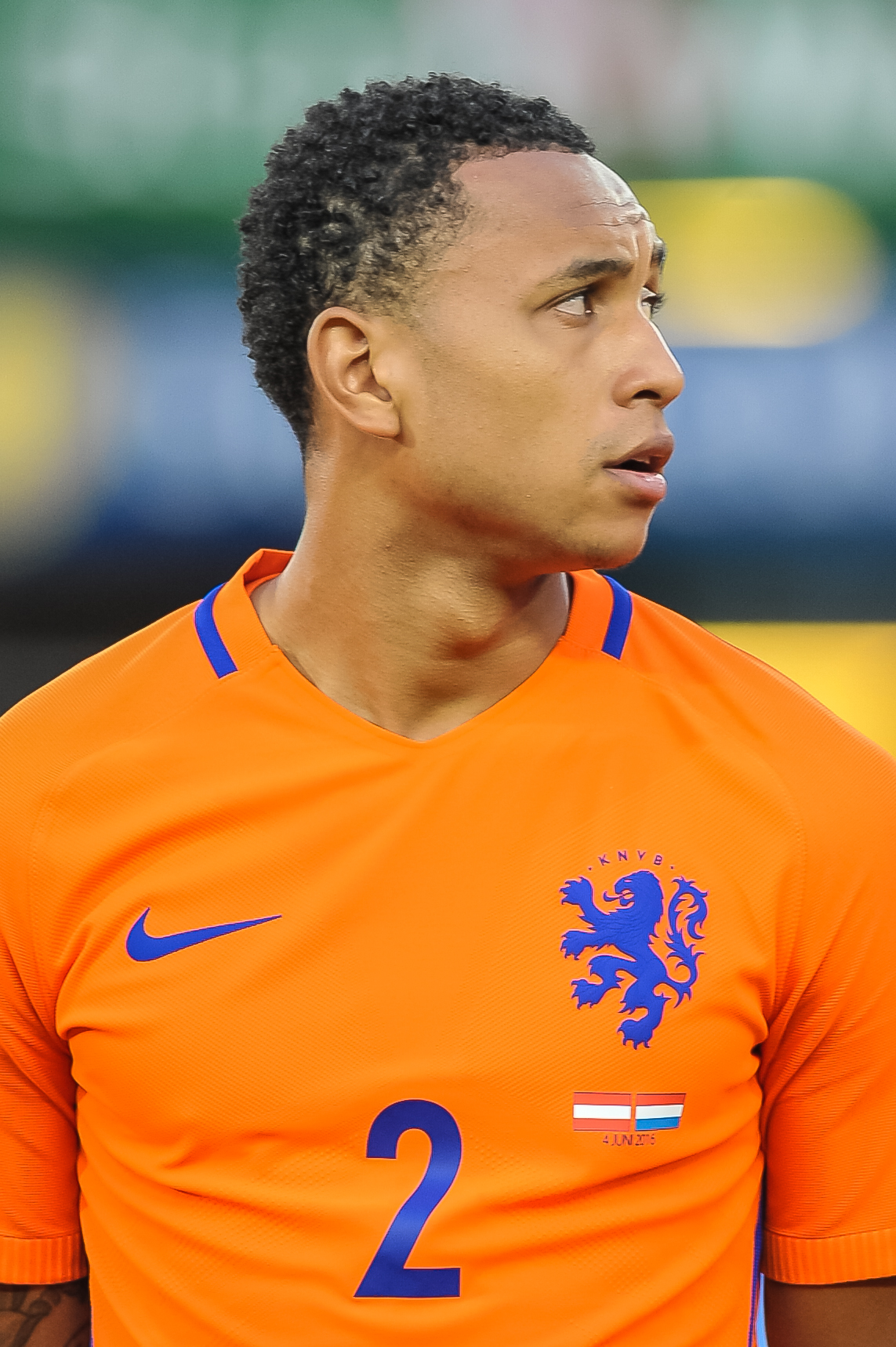
Tete in het shirt van Nederland in 2016

Bondscoach Danny Blind maakte op 21 augustus 2015 bekend dat Tete behoorde tot een 31-koppige voorselectie voor EK-kwalificatieduels tegen IJsland en Turkije. Een week later maakte Blind bekend dat hij ook geselecteerd was voor de definitieve selectie. Tete maakte op 10 oktober 2015 zijn debuut in het Nederlands elftal. Tijdens een met 1–2 gewonnen EK-kwalificatiewedstrijd in en tegen Kazachstan speelde hij de hele wedstrijd als rechtsback. Ook de wedstrijd tegen Tsjechië, drie dagen later, speelde hij volledig uit. Het Nederlandse team verloor deze wedstrijd met 3–2, waarmee Nederland zich definitief niet wist te plaatsen voor het EK 2016 in Frankrijk.
Tete kwam in actie in twee van de in 2016 en 2017 gespeelde kwalificatiewedstrijden voor het WK 2018. In de in 2018 en 2019 gespeelde wedstrijden voor de UEFA Nations League kwam Tete eveneens in twee wedstrijden in actie. Hij gaf een assist op Ryan Babel in de uitwedstrijd tegen Frankrijk. Doordat hij bij zijn club Olympique Lyon weinig speeltijd kreeg, maakte hij tijdens de kwalificatiewedstrijden voor het EK 2020 meestal geen onderdeel uit van de selectie van Oranje en speelde hij slechts twee minuten. Na een afwezigheid van twee jaar speelde hij in maart 2021 weer een interland, maar voor het EK 2021 werd hij niet geselecteerd.
| Interlands van Kenny Tete voor Nederland | Interlands van Kenny Tete voor Nederland | Interlands van Kenny Tete voor Nederland | Interlands van Kenny Tete voor Nederland | Interlands van Kenny Tete voor Nederland | Interlands van Kenny Tete voor Nederland |
| №                                        | Datum                                    | Wedstrijd                                | Uitslag                                  | Competitie                               | Doelpunten                               |
| ---------------------------------------- | ---------------------------------------- | ---------------------------------------- | ---------------------------------------- | ---------------------------------------- | ---------------------------------------- |
|                                          |                                          |                                          |                                          |                                          |                                          |
| Als speler bij Ajax                      |                                          |                                          |                                          |                                          |                                          |
| 1.                                       | 10 oktober 2015                          | Kazachstan – Nederland                   | 1 – 2                                    | Kwalificatie EK 2016                     |                                          |
| 2.                                       | 13 oktober 2015                          | Nederland – Tsjechië                     | 2 – 3                                    | Kwalificatie EK 2016                     |                                          |
| 3.                                       | 1 juni 2016                              | Polen – Nederland                        | 1 – 2                                    | Vriendschappelijk                        |                                          |
| 4                                        | 4 juni 2016                              | Oostenrijk – Nederland                   | 0 – 2                                    | Vriendschappelijk                        |                                          |
| 5.                                       | 28 maart 2017                            | Nederland – Italië                       | 1 – 2                                    | Vriendschappelijk                        |                                          |
| 6.                                       | 4 juni 2017                              | Nederland – Ivoorkust                    | 5 – 0                                    | Vriendschappelijk                        |                                          |
| Als speler bij Olympique Lyon            |                                          |                                          |                                          |                                          |                                          |
| 7.                                       | 3 september 2017                         | Nederland – Bulgarije                    | 3 – 1                                    | Kwalificatie WK 2018                     |                                          |
| 8.                                       | 10 oktober 2017                          | Nederland – Zweden                       | 2 – 0                                    | Kwalificatie WK 2018                     |                                          |
| 9.                                       | 26 maart 2018                            | Portugal – Nederland                     | 0 – 3                                    | Vriendschappelijk                        |                                          |
| 10.                                      | 6 september 2018                         | Nederland – Peru                         | 2 – 1                                    | Vriendschappelijk                        |                                          |
| 11.                                      | 9 september 2018                         | Frankrijk – Nederland                    | 2 – 1                                    | UEFA Nations League 2018/19              |                                          |
| 12.                                      | 19 november 2018                         | Duitsland – Nederland                    | 2 – 2                                    | UEFA Nations League 2018/19              |                                          |
| 13.                                      | 21 maart 2019                            | Nederland – Wit-Rusland                  | 4 – 0                                    | Kwalificatie EK 2020                     |                                          |
| 14.                                      | 24 maart 2021                            | Turkije – Nederland                      | 4 – 2                                    | Kwalificatie WK 2022                     |                                          |

Bijgewerkt t/m 24 maart 2021.

## Erelijst
Fulham
- Championship: 2021/22

 Nederland onder 17
- EK onder 17: 2012